# Дятел, Вера Григорьевна
Вера Григорьевна Дятел (укр. Віра Григорівна Дятел; 3 марта 1984, Чернигов) — украинская футболистка, полузащитник киевского мини-футбольного клуба «Будстар-НПУ». Игрок национальной сборной Украины.

## Биография
Начала заниматься футболом в ДЮСШ Городнянской школы-интерната, первый тренер Семеняко Николай Иванович.
В период 1999—2002 год выступала за ЖФК «Легенда», г. Чернигов. В 2003 году перешла в ЖФК «Жилстрой-1», г. Харьков (название команды до 2004 «Харьков-Кондиционер», до 2005 «Металлист», до 2006 «Арсенал»).
С 2008 по 2014 годы играла в России за ЖФК «Звезда-2005» (Пермь) и «Зоркий» (Красногорск), неоднократная чемпионка и призёр чемпионата России.
В 2015 году играла в Швеции за «Линчёпинг». В 2016 году выступала за испанский клуб «Спортинг де Уэльва», но из-за травмы колена через полсезона вернулась на родину. В сезоне 2018/19 снова играла в Испании.

## Достижения
«Легенда»
- Чемпион Украины (3): 2000, 2001, 2002
- Серебряный призёр чемпионата Украины (1): 2003
- Обладатель Кубка Украины (2): 2001, 2002
- Финалист Кубка Украины (1): 2003

«Жилстрой-1»
- Чемпион Украины (2): 2004, 2006
- Серебряный призёр чемпионата Украины (2): 2005, 2007
- Обладатель Кубка Украины (3): 2004, 2006, 2007
- Финалист Кубка Украины (1): 2005

«Звезда-2005»
- Чемпион России (2): 2008, 2009
- Бронзовый призёр чемпионата России (1): 2010
- Финалист Кубка России (2): 2008, 2009
- Финалист Кубка УЕФА (1): 2008/09

«Зоркий»
- Чемпион России (1): 2012/13
- Серебряный призёр чемпионата России (1): 2014
- Бронзовый призёр чемпионата России (1): 2013

«Линчёпинг»
- Обладатель Кубка Швеции (1): 2014/15

«Жилстрой-2»
- Чемпион Украины (1): 2017